# Мини, Хелен
Хелен Мини (англ. Helen Meany, в замужествах Балф, англ. Balfe и Грэвис, англ. Gravis; 15 декабря 1904, Нью-Йорк, Нью-Йорк — 21 июля 1991, Гринуич) — американская прыгунья в воду, чемпионка летних Олимпийских игр 1928 года по прыжкам в воду с трёхметрового трамплина.

## Биография

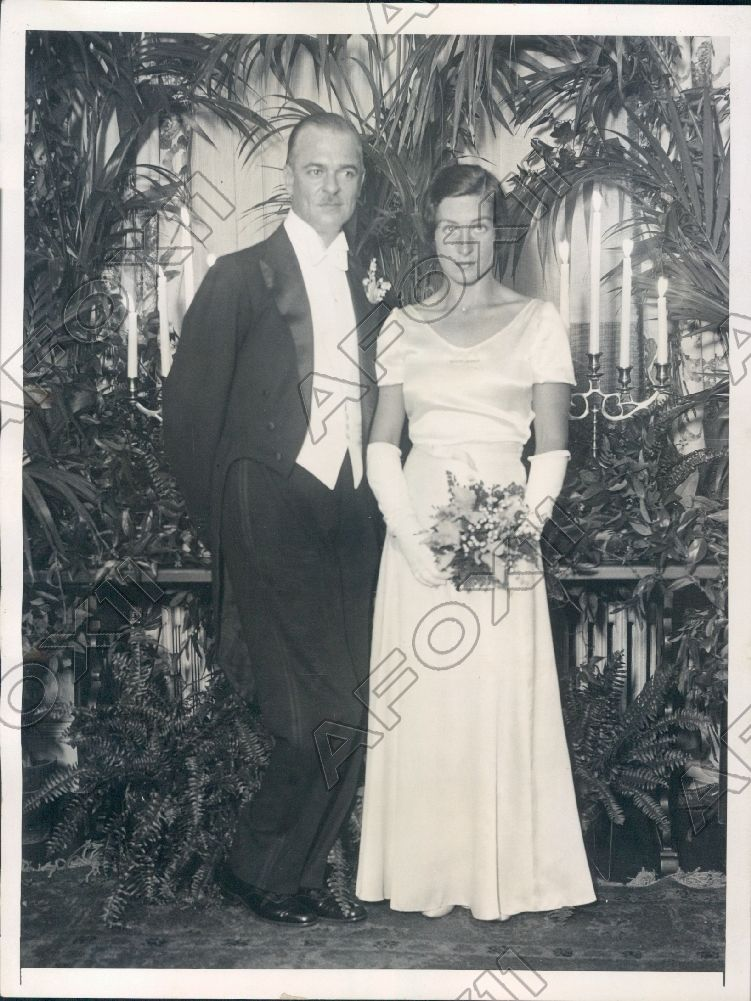
Свадьба Кремер и Балфа, 1930 год

Хелен Мини родилась в 1904 году в Нью-Йорке. С 1905 года семья жила в Гринуиче. Хелен была старшей из 11 детей. В 15-летнем возрасте Мини участвовала в летних Олимпийских играх 1920 года в Антверпене в прыжках в воду с десятиметровой вышки, но не вышла в финал. На летних Олимпийских играх 1924 года заняла пятое место.
На летних Олимпийских играх 1928 года в Амстердаме Мини победила в прыжках с трёхметрового трамплина. Она стала первой американкой, принявшей участие в трёх Олимпийских играх. По воспоминаниям Мини, после победы её в числе группы спортсменов пригласили на свадьбу Титибу-но-мия Ясухито в Токио.
Хелен Мини была 17 раз чемпионкой в прыжках в воду на соревнованиях Любительского спортивного союза. В 1928 году она была дисквалифицирована на любительских соревнованиях после участия в водном шоу в Майами-Бич с другими олимпийскими чемпионами Джонни Вайсмюллером, Мартой Норелиус и Питом Дежарденом.
Хелен Мини училась в Колледже Уэллсли. Она была дважды замужем. В 1930 году вышла за Гарри Балфа. В 1933 году они развелись. Мини ездила в Индию с Красным крестом, где во время Второй мировой войны познакомилась с майором Хейвудом Грэвисом. В 1946 году они поженились. Супруги проживали в Сан-Антонио вплоть до смерти Хейвуда в 1957 году. После этого Хелен вернулась в Гринуич.
В 1971 году Хелен Мини была включена в Зал Славы мирового плавания. Она скончалась в 1991 году на 87-м году жизни.